# Ciudad Mitad del Mundo
La ciutat Meitat del Món és un complex turístic i cultural, propietat de la prefectura de la provincia de Pichincha. Està situat a la parròquia de Sant Antoni del Districte Metropolità de Quito, al nord de la ciutat del Quito.
La principal atracció del lloc és el monument a la Meitat del Món, que té com finalitat ressaltar la ubicació exacta de la línia equatorial, de la qual el país pren el seu nom, cal destacar la missió geodèsica franco espanyola del segle que va ubicar el lloc aproximant pel qual passa la línia equinoccial.
També hi ha el Museu Etnogràfic Meitat del Món, un museu sobre l’etnografia indígena de l'Equador. Una petita ciutat que envolta el monument actua com a centre turístic, oferint una rèplica d’una ciutat colonial espanyola anomenada Ciutat Meitat del Món.
Determinació de la posició exacta de l’Equador
El 1736, l’expedició geodèsica francesa va confirmar l’aplatament de la Terra pels pols i va contribuir a traça la línia de l’Equador terrestre. Això va tenir implicació en la creació del sistema mètric decimal, ja que la primera definició del metro es correspon amb la deumilionèsima part d’un quadrant del meridià terrestre; la qual va ser mesurada per la missió de la Condamine i altres experts de l’expedició. L'Equador va ser elegit per al mesurament pel fet que oferia condicions més estables per a la realització de la missió, en contraposició a Àfrica i Àsia.
A la missió es van utilitzar diversos instruments, però el problema principal es presenta per la sèrie de sensibilitats que van sorgir a les comunitats, les que veien estrangers que feien coses estranyes. És tercera, havien de fer-la en una lloma (perquè allí existeixen una gran creu), on van aconseguir realitzar els mesuraments de carburo, d’Hoyambaro, i la tercera de la Cru Loma. Aquest darrer mesurament els va generar enormes dificultats pel fet que havien de portar a llom de mula els maons per, després dels càlculs astronòmics, instal·lar aquesta referència amb petit tros de metall (possiblement bronze) que marcava exactament el lloc de mesurament. El problema va sorgir quan la preocupació de corte comunitats indígenes es van decidir a investigar que era el que estaven fent. Això va motivar que el tros de metall fos destruït, i quan ja s'havia construït la piràmide de la Creu Loma, es van destruir les altres dues peces de metall. Per tant, a l’hora de fer els mesuraments els referents ja havien estat destruïts. La preocupació sorgia per missió que per a l'hàbitat comú de la zona estranya.
Quan la missió es va proposar, Espanya va enviar dos científics espanyols, que va ser Jorge Juan i Santacília i Antonio d’ulloa, els qui es van presentar com a assistents de la missió. Ja en terres equatorianes, es va unir pels seus coneixements de geografia i geodèsia el científic equatorià, Pedro Vicente Maldonado, que va col·laborar estretament per assegurar l'èxit de la missió. El general Charles Perrier, de l’Academia Francesa de les ciències, va ser enviat en una missió científica per verificar el resultat de la seva predecessora.
El primer monument en honor a la missió geodèsica es va construir el 1936, més petit i que actualment es troba a la parròquia de Calacalí. No és fins al 1981 quan el consell provincial de Pichincha, sota el mandat del prefecte Patricio Romero Barberis, va encarregar el projecte de construir un complex amb un monument més gran. La construcció es va acabar el 1992, en època de la prefectura de Marco Landázuri Romo.
A causa dels avenços en la tecnologia de GPS, es va determinar que la línia equinoccial realment passa uns metres més al nord del monument a la meitat del món, i que els únics monuments trobats a la línia equinoccial, la donarà, són el Museu Solar Intinyen monument de la Catequilla, situat en un antic jaciment arqueològic; no obstant això, el monument de la Ciutat Meitat del Món continua sent el més conegut de tots, i és considerant un dels atractius turístics més visitats de l’Equador.
ATRACCIONS
El 1936, amb el suport del Comitè Franco-Americano, el geògraf equatorià Lluis Tufiño, va localitzar els senyals, deixants per la missió geodèsica del segle XVIII. El 1979 el monument va ser traslladat 7 km a l’oest, a la ciutat de Calacalí.
Entre el 1979 i el 1982 va ser construït un monument de 30 metres d’alçada (rèplica del monument que va ser traslladat a Calacalí. Per marcar el punt on es creia que l’Equador terrestre travessava el país en aquell moment. de fet, es va traçar una línia des del centre de l’escala que toca a l’est, fotografiat creuant la línia. No obstant-te això, realment tota l’estructura es troba aproximadament 240 m al sud del veritable l'Equador (sobre el paral·lel  0° 0’ 7.83” latitud Sud) gràcies a l'aparició de la tecnologia GPS, a la fi del segle xx.
El monument piramidal, amb cada costat apuntant a una direcció cardinal, està fet de ferro i ciment cobert de pedra tallada i polida d’andesita i rematat per un globus terraqüi de 4,5 m de diàmetre i 5 tones. Dins del monument hi ha un petit museu que mostra elements de cultura indígena de l’Equador, com ara vestimenta, descripcions de diversos grups ètnics, i mostres de la seva activitat.
Té quatre monòlits als angles i els seus costats tenen la direcció geogràfica dels quatre punts cardinals. A banda del monument hi ha inscripcions commemoratives de la missió geodèsica francoespanyola. Això tenim al Nord una llegada commemorativa, dedicada a Pedro Vicente Maldonado, va col·laborar estretament amb la missió Geodèsica l’any 1736. Un gravant que aparèixer sota la inscripció representa el quart del cercle usat per la missió geodèsica del sigle XVIII.  A la cara Occidental hi ha una inscripció dedicada a Jorge Juan i Santacília i Antonio d'Ulloa, dos il·lustres espanyols que van col·laborar amb el treball científic de França. Sota la inscripció està gravat l' escut d'Espanya (tal com va aparèixer als anys 30). A la cara Sud hi ha una inscripció de reconeixement al Govern d'Equador pel treball científic de la Missió Geodèsica de França. Sota la inscripció està gravat l'escut de l'Equador . Finalment, a la cara est, hi ha una inscripció dedicada a La Condamine i els seus col·legues francesos de la missió. Sota la inscripció està gravat l'escut de França .
El globus terraqüi de la part superior (fet en metall) té els continents amb relleu. Aquest globus està envoltat de l'Orient a Occident per una cinta també metàl·lica, indicadora de la línia equatorial, dividint l'esfera exactament en dues meitats. L'orientació del globus metàl·lic correspon a la posició real de la Terra, és a dir, l'eix menor dels pols està paral·lel a l'eix de rotació real de la Terra.
Altres atraccions
Dins la Ciutat Meitat del Món hi ha quatre pavellons amb exposicions permanents. El Pavelló Guayasamín el qual posseeix una exposició de diferents obres del famós pintor equatorià Oswaldo Guayasamín
Un altre dels pavellons és pavelló de França, on hi ha el museu Geodèsic Francès. S'hi exhibeix tota la informació sobre els estudis de la Missió Geodèsica i informació sobre l’Acadèmia de ciències de París. També hi ha el pavelló del Sol on s'exposa informació sobre les ciutats de Guayaquil i Cuenca, les dues ciutats més importants de l’Equador a part de la seva capital, Quito.
Altres atractius turístics permanents són el planetari, una maqueta de tot Quito colonial en miniatura, i l’Insectarium: el Primer Museu Entomològic de l’equador, on s'està recopilant tota la immensa i diversa entomo fauna existent a l’Equador. Hi ha exposicions d’insectes vius i dissecats.
A més d’aquestes atraccions permanents, els caps de setmanes i festius sempre es fan festivals musicals i gastronòmics, presentacions de dansa i altres expressions artístiques a la plaça del poble.